# Third Baseman

Standpunkt Third Baseman

Der Third Baseman, abgekürzt 3B (deutsch: dritter Basemann) ist eine Feldposition im Baseball. Sie wird von jenem Spieler eingenommen, der auf der Third Base steht. In der offiziellen Baseballnotation ist der Third Baseman die „Nummer 5“.
Der Third Baseman deckt die Dritte Base ab und steht in der Zone, in die rechtshändiger Batter oft hinschlagen. Daher muss ein Third Baseman zuverlässig harte Schläge fangen bzw. verarbeiten können und sowohl den kurzen Wurf zum Second Baseman als auch den langen Wurf zum First Baseman beherrschen. Third Basemen sind fast immer Rechtshänder, da es für Linkshänder schwierig ist, in derselben Bewegung einen Ball aufzunehmen und nach links (d. h. zur ersten oder zweiten Base) zu werfen.